# Lý Hoàng Nam
Lý Hoàng Nam (* 25. Februar 1997 in Ho-Chi-Minh-Stadt) ist ein vietnamesischer Tennisspieler.

## Karriere
Lý Hoàng Nam war auf der ITF Junior Tour erfolgreich. Als erster Spieler seines Landes gewann er 2015 in Wimbledon mit Sumit Nagal im Doppel einen Grand-Slam-Titel. Er erreichte im selben Jahr mit Rang 11 seine höchste Position in der Junior-Rangliste.
Ab 2015 spielte Lý auch seine ersten Profiturniere. Neben hauptsächlichen Auftritten auf der ITF Future Tour spielte er bei den Vietnam Open auch sein erstes Match auf der ATP Challenger Tour. 2016 gelang ihm durch seine ersten Future-Titel (einer im Einzel, zwei im Doppel) sowie den ersten Matchgewinn bei einem Challenger, erneut bei den Vietnam Open, der Einzug in die Top 700 der Weltrangliste im Einzel und Doppel. 2017 gewann er seinen zweiten Future im Einzel und kam erstmals unter die Top 500. Auch im Jahr 2018 konnte er sich etwas verbessern. Obwohl er keine Einzeltitel gewann, verbesserte er sein Ranking, stand in vier Future-Finals und konnte sich mehrfach für die höher dotierten Challenger qualifizieren. Im November stand er mit Rang 385 auf seinen Karrierebestwert im Einzel, im Doppel hat er Mitte 2017 mit Rang 415 seinen bisherigen Bestwert erreicht und bislang fünf Futures gewonnen. Lý ist der erste Tennisspieler aus Vietnam, der es bis in die Top 500 der Welt geschafft hat.
Lý Hoàng Nam spielte schon 2012 mit 15 Jahren das erste Mal für die vietnamesische Davis-Cup-Mannschaft, für die er eine Bilanz von 16:7 vorzuweisen hat. 2015 und 2018 stieg er mit der Mannschaft in Kontinentalgruppe II auf.